# 国分寺駅

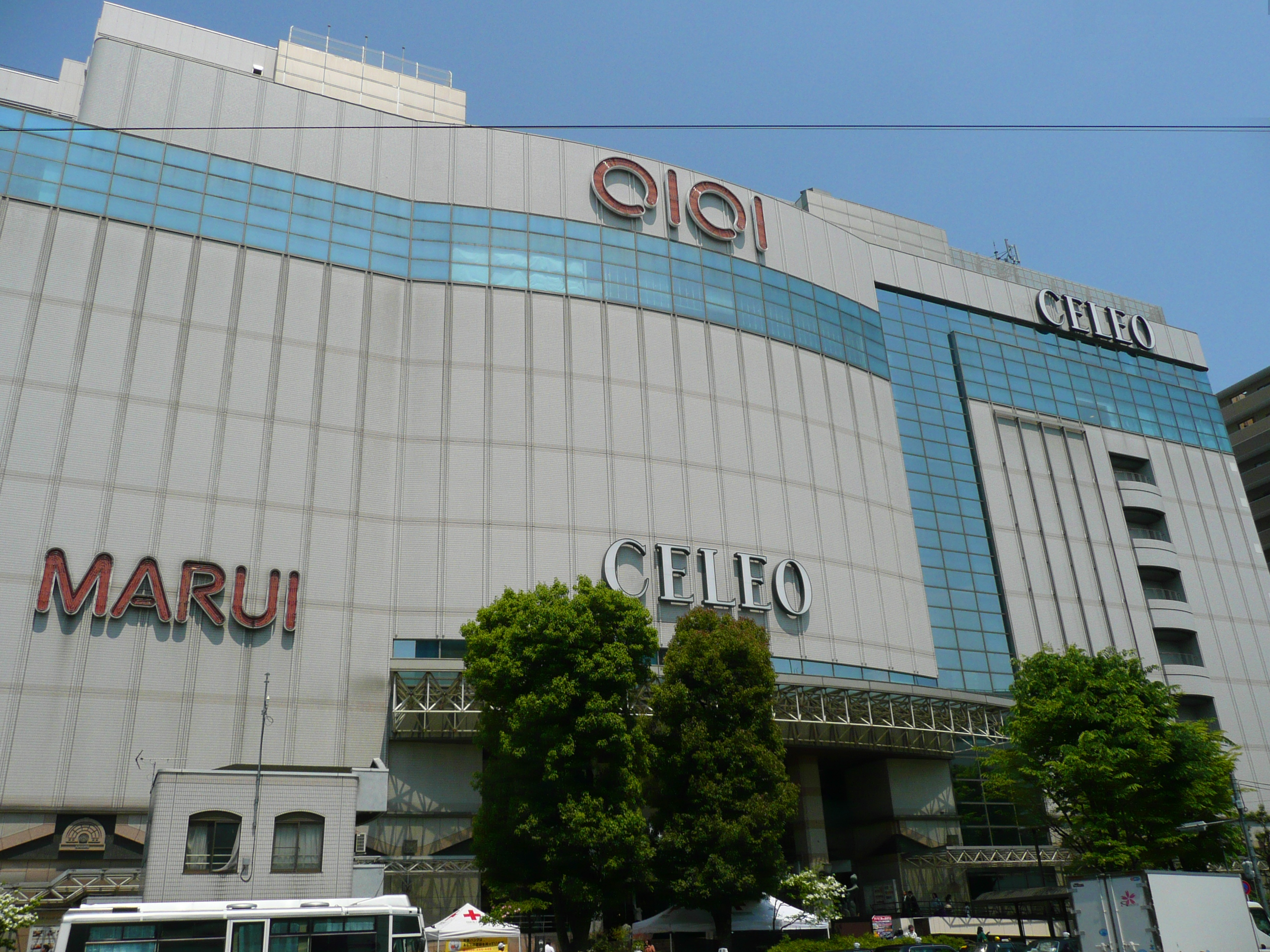
南口駅ビル「セレオ国分寺」
（2014年4月）

国分寺駅（こくぶんじえき）は、東京都国分寺市本町二丁目にある、東日本旅客鉄道（JR東日本）・西武鉄道の駅である。

## 乗り入れ路線
JR東日本の中央本線と、西武鉄道の国分寺線・多摩湖線の2社3路線が乗り入れ、接続駅となっている。このうち西武鉄道の駅は国分寺線小川駅、東村山駅と並び、西武最古の駅の一つでもある。
中央本線は当駅を含む区間は、運行系統上は「中央線」と案内される。運転形態の詳細は該当記事を参照のこと。特別快速電車の停車駅であるが、特急列車はすべて当駅を通過する。
- 中央線 - 駅番号「JC 16」

西武鉄道の2路線は双方とも当駅を起点としている。
- 国分寺線 - 駅番号「SK01」
- 多摩湖線 - 駅番号「ST01」

## 歴史
- 1889年（明治22年）4月11日：甲武鉄道新宿駅 - 立川駅間開通と同時に開業[1][2][3]。旅客および貨物の取り扱いを開始[4]。
- 1894年（明治27年）12月21日：川越鉄道（現在の西武国分寺線）開業。
- 1906年（明治39年）10月1日：甲武鉄道が国有化[5]。
- 1909年（明治42年）10月12日：線路名称制定により中央東線（1911年から中央本線）の所属となる[5]。
- 1910年（明治43年）：東京砂利鉄道専用線（後の下河原線）開業。
- 1920年（大正9年）
  - 5月25日：鉄道省が東京砂利鉄道を買収。翌5月26日付けで中央本線貨物支線（下河原線）となる。
  - 6月1日：川越鉄道が武蔵水電に合併。
- 1921年（大正10年）12月1日：国鉄、下河原線が営業を廃止、当駅構内側線扱いとなる。
- 1922年（大正11年）
  - 11月1日：武蔵水電が帝国電灯に合併。
  - 11月16日：帝国電灯が武蔵鉄道に鉄・軌道事業を譲渡、西武鉄道（旧）に改称。
  - 11月20日：中央線、当駅まで複線電化工事完成、電車の運転を開始[6][5]。
- 1928年（昭和3年）
  - 4月6日：多摩湖鉄道（現在の西武多摩湖線）開業。
  - 10月15日：中央線、当駅 - 国立駅間複線開通。
- 1929年（昭和4年）
  - 3月5日：中央線、当駅 - 国立駅間電化開通。
  - 6月15日：国立駅 - 立川駅間が電化、両駅間で電車運転が開始。これに伴い飯田町、新宿発着の汽車（出典ママ）は国分寺駅を通過運転することとなった[7]。
  - 6月16日：国分寺機関分庫廃止（1931年度2700形3両配置[8]）[9]。
- 1934年（昭和9年）4月2日：国鉄、中央本線支線（下河原線）開業[10]。競馬開催日に限り旅客輸送（貨物は当駅構内扱いのまま。富士見仮信号所〈後の北府中駅〉までは二重線籍）。
- 1940年（昭和15年）3月12日：多摩湖鉄道が武蔵野鉄道に合併。
- 1944年（昭和19年）
  - 10月1日：国鉄、下河原線の旅客営業を休止[10]。この頃から富士見仮信号所内の乗降場への工場従業員輸送が始まる（当駅構内扱い）。
  - 11月21日：府中刑務所に向けた引込線が完成[11]。
- 1945年（昭和20年）9月22日：武蔵野鉄道が西武鉄道（旧）を合併。西武農業鉄道に改称。現在の西武2線が同一の会社所属となる。
- 1946年（昭和21年） 11月15日：西武農業鉄道が西武鉄道に改称。
- 1947年（昭和22年）4月24日：国鉄、下河原線の旅客営業を再開[10]。
- 1949年（昭和24年）6月1日：日本国有鉄道発足[12]。
- 1952年（昭和27年）7月1日：国鉄、下河原線貨物営業開始[12]。当駅 - 北府中駅間は旅客・貨物営業とする。
- 1956年（昭和31年）12月1日：国鉄の南口駅舎が完成し、供用開始[新聞 1]。
- 1973年（昭和48年）4月1日：国鉄、武蔵野線開通に伴い下河原線当駅 - 北府中駅 - 東京競馬場前駅間を廃止[13]。
- 1976年（昭和51年）9月20日：国鉄駅での貨物取り扱いを廃止[4]。
- 1984年（昭和59年）2月1日：国鉄駅での荷物取り扱いを廃止[4]。
- 1986年（昭和61年）：駅改良工事（国鉄駅2面4線化、橋上駅舎化、駅ビル建設）着工。
- 1987年（昭和62年）4月1日：国鉄分割民営化に伴い、国鉄の駅は東日本旅客鉄道（JR東日本）の駅となる[4][14]。
- 1988年（昭和63年）12月1日：JR駅の2面4線化工事、橋上駅舎完成。
  - これに伴いダイヤ改正が実施され、特別快速（中央特快）と通勤快速が停車するようになる。改正で新設された青梅特快は通過。また、武蔵小金井駅に代わり通過列車の待避駅となる。
- 1989年（平成元年）3月1日：駅ビル（丸井・国分寺エル）竣工[15][注 1]。
- 1990年（平成2年）：西武多摩湖線ホーム移設工事完了。
- 1992年（平成4年）7月30日：JR駅に自動改札機を設置し、使用開始[16]。
- 1993年（平成5年）4月10日：JR東日本のダイヤ改正に伴い、青梅特快の停車を開始[新聞 2]。これにより特別快速の全電車が当駅に停車[新聞 2]。通勤特快運行開始、当駅に停車[新聞 2]。
- 1998年（平成10年）8月30日：JR東日本のホームから東京駅寄りに200mの地点に両渡り線を設置[新聞 3]。同年12月から使用開始[新聞 3]。
- 2001年（平成13年）11月18日：JR東日本でICカード「Suica」の利用が可能となる[報道 1][17]。
- 2002年（平成14年）3月23日：特急「成田エクスプレス」高尾駅始発列車の運行開始、成田空港行き1本が停車するようになる（同年12月1日に高尾駅終着列車も運行開始、上下1往復停車となる）[17][報道 2]。
- 2003年（平成15年）3月12日：西武鉄道のダイヤ改正に伴い、国分寺線で当駅始発・新宿線新所沢駅までの定期直通運転を開始[報道 3]（2008年6月14日に本川越駅まで延長[18]）。
- 2013年（平成25年）10月25日：駅ビル「国分寺エル」が「セレオ国分寺」へ名称変更[報道 4]。
- 2016年（平成28年）
  - 4月21日：駅ビル「セレオ国分寺」が第1期リニューアル[報道 5]。
  - 11月25日：駅ビル「セレオ国分寺」が第2期リニューアル[報道 6]。
- 2017年（平成29年）3月4日：JR駅ホームの発車メロディを「電車ごっこ」に変更[報道 7][19]。
- 2018年（平成30年）11月22日：駅ビル「セレオ国分寺」が第3期リニューアル[報道 8]。
- 2019年（令和元年）5月12日：この日をもってびゅうプラザの営業が終了[20]。
- 2021年（令和3年）
  - 3月2日：西武線5番ホーム（国分寺線）のホームドア使用開始[報道 9]。
  - 3月12日：西武線7番ホーム（多摩湖線）のホームドア使用開始[報道 9]。
- 2024年（令和6年）3月16日：ダイヤ改正に伴い特急「成田エクスプレス」の中央快速線直通系統が廃止。これにより当駅に停車する特急列車が消滅した。

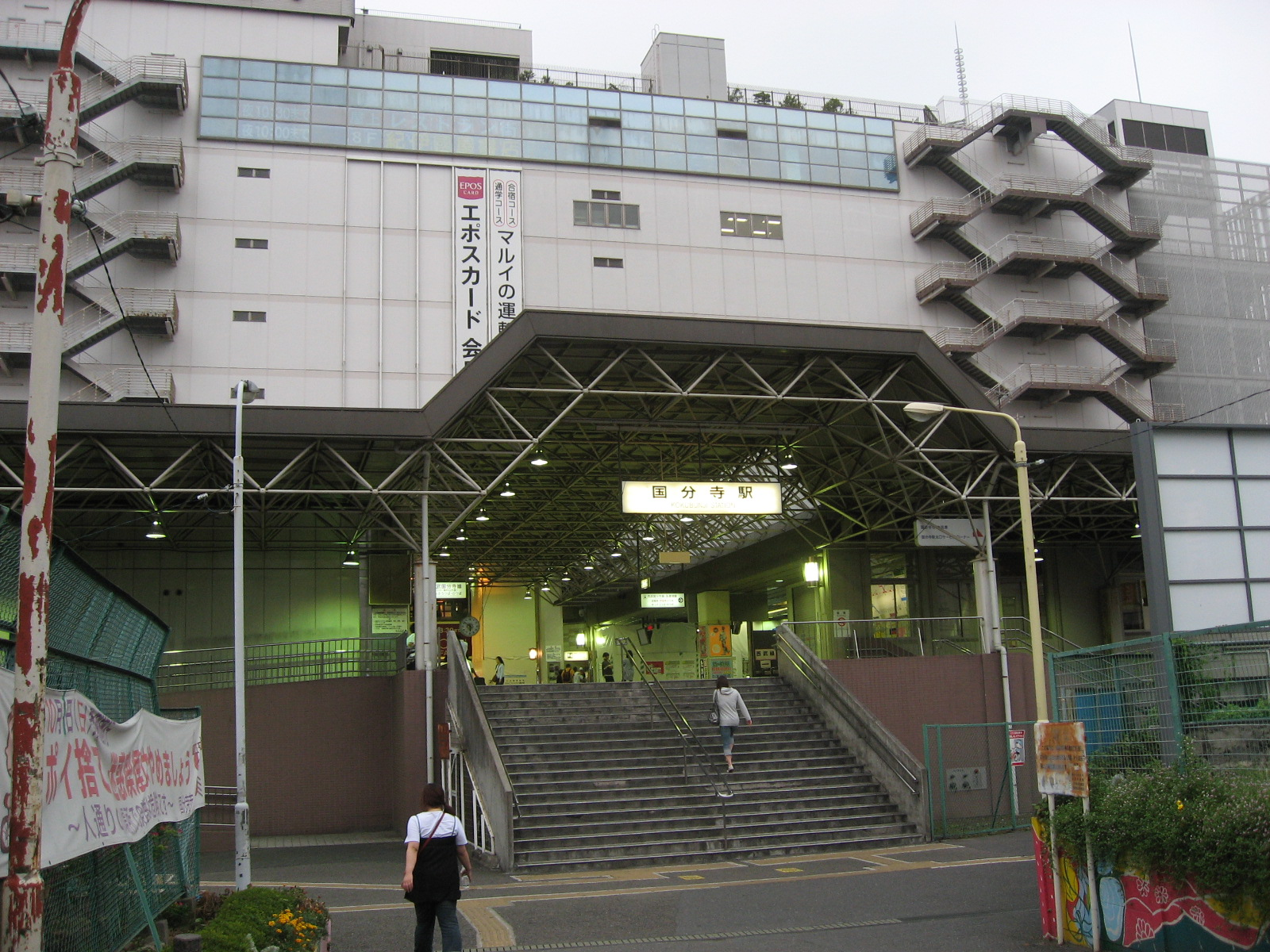
ビル完成前の北口（2008年8月）

## 駅構造
JR東日本と西武で同一の橋上駅舎を使用している。駅ビル「セレオ国分寺」の建物の1階と一体化した自由通路に面して西（西国分寺・恋ヶ窪寄り）側にJRと西武の改札が並び、それぞれの改札の脇にJR・西武の自動券売機が（JR側には指定席券売機も）設置されている。西武の有人窓口は自動券売機の横にある。自由通路を挟んで東側にJRのみどりの窓口および西武国分寺線につながる改札がある。改札内西側コンコースにはJR東日本と西武との乗り換え改札がある。

### JR東日本
立川統括センター管内の直営駅で、駅長を配置している。八王子支社管轄。島式ホーム2面4線を有する地上駅である。上下線双方とも待避線を備えている。快速・各駅停車が待避線に進入し通勤特快（平日朝上りのみ）・中央特快・青梅特快・通勤快速（平日夕方 - 夜間の下りのみ）と接続するほか、特急列車の通過待ちが行われている。また、新宿方面へは折り返し運転が可能となっており、当駅始発・終点の列車も土曜・休日ダイヤに各1本設定されている。

#### のりば
| 番線 | 路線   | 方向 | 行先                   |
| ---- | ------ | ---- | ---------------------- |
| 1・2 | 中央線 | 下り | 立川・八王子・高尾方面 |
| 3・4 | 中央線 | 上り | 三鷹・新宿・東京方面   |

- 当駅は内側の2・3番線が主本線、外側の1・4番線が待避線となっている。
- 上りホームは1面2線時代のホームの場所とほぼ同じであるが、後の拡張で80 m程立川寄りに移動した。下りホームは2面4線に拡張するにあたり上りホーム南側に新設されたものである。
- JR中央線は、2020年代前半（2021年度以降の向こう5年以内）をめどに2階建てグリーン車を2両連結させ12両編成運転を行うため快速電車が停車する1 - 4番線は、ホームの12両対応の改築や構内配線の変更・信号設備改良工事などが実施され[報道 10][新聞 4]、2024年10月12日までにこれらの工事を全て完了し、翌日10月13日より快速電車における12両編成の運転が開始された[22]。

| 運転番線 | 営業番線 | ホーム | 東京方面着発 | 高尾・大月・青梅方面着発 | 備考       |
| -------- | -------- | ------ | ------------ | ------------------------ | ---------- |
| 1        | 1        | 12両分 | 到着・出発可 | 出発可                   | 下り副本線 |
| 2        | 2        | 12両分 | 到着・出発可 | 出発可                   | 下り主本線 |
| 3        | 3        | 12両分 | 出発可       | 到着可                   | 上り主本線 |
| 4        | 4        | 12両分 | 到着・出発可 | 到着可                   | 上り副本線 |

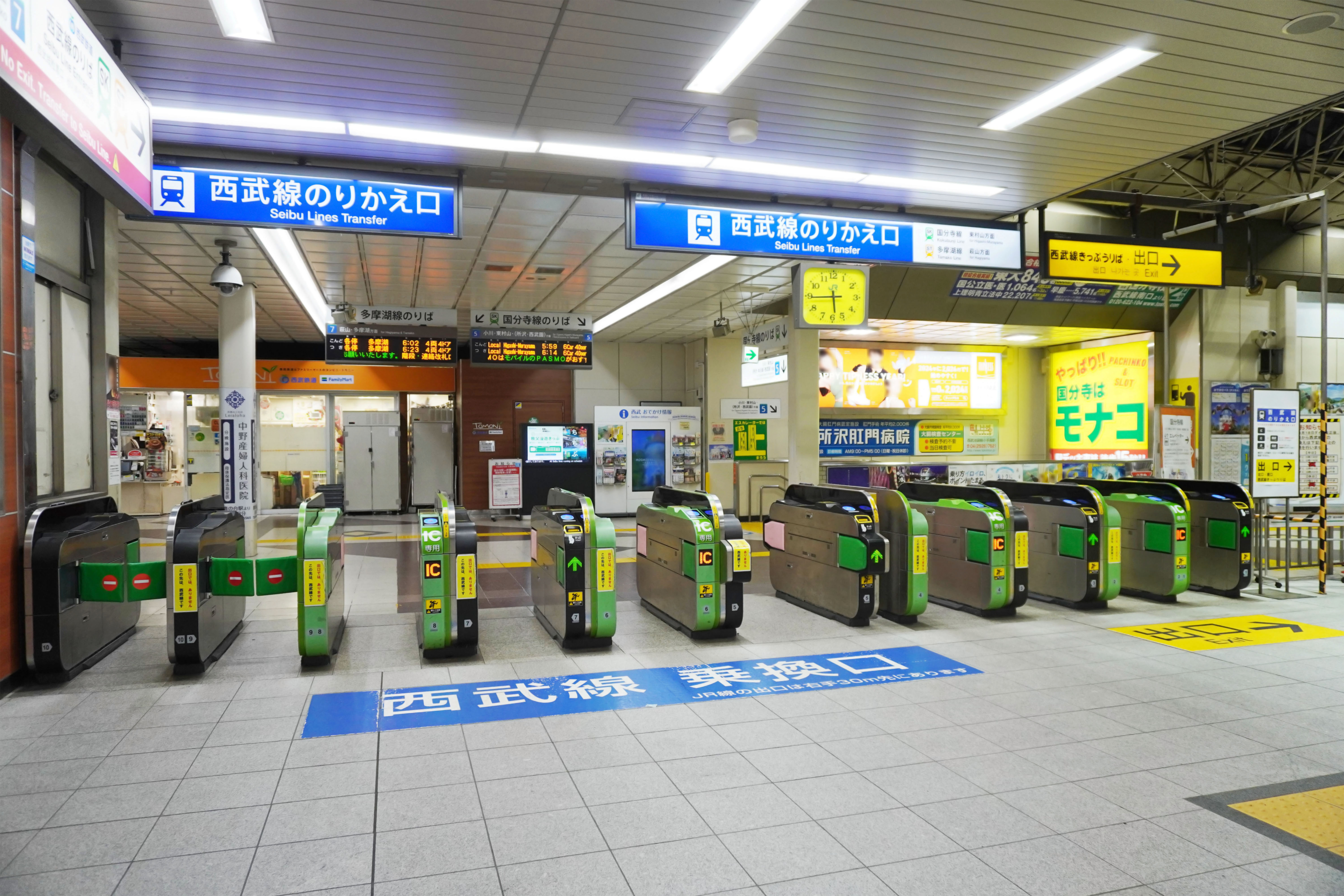
西武線のりかえ口（2024年1月）
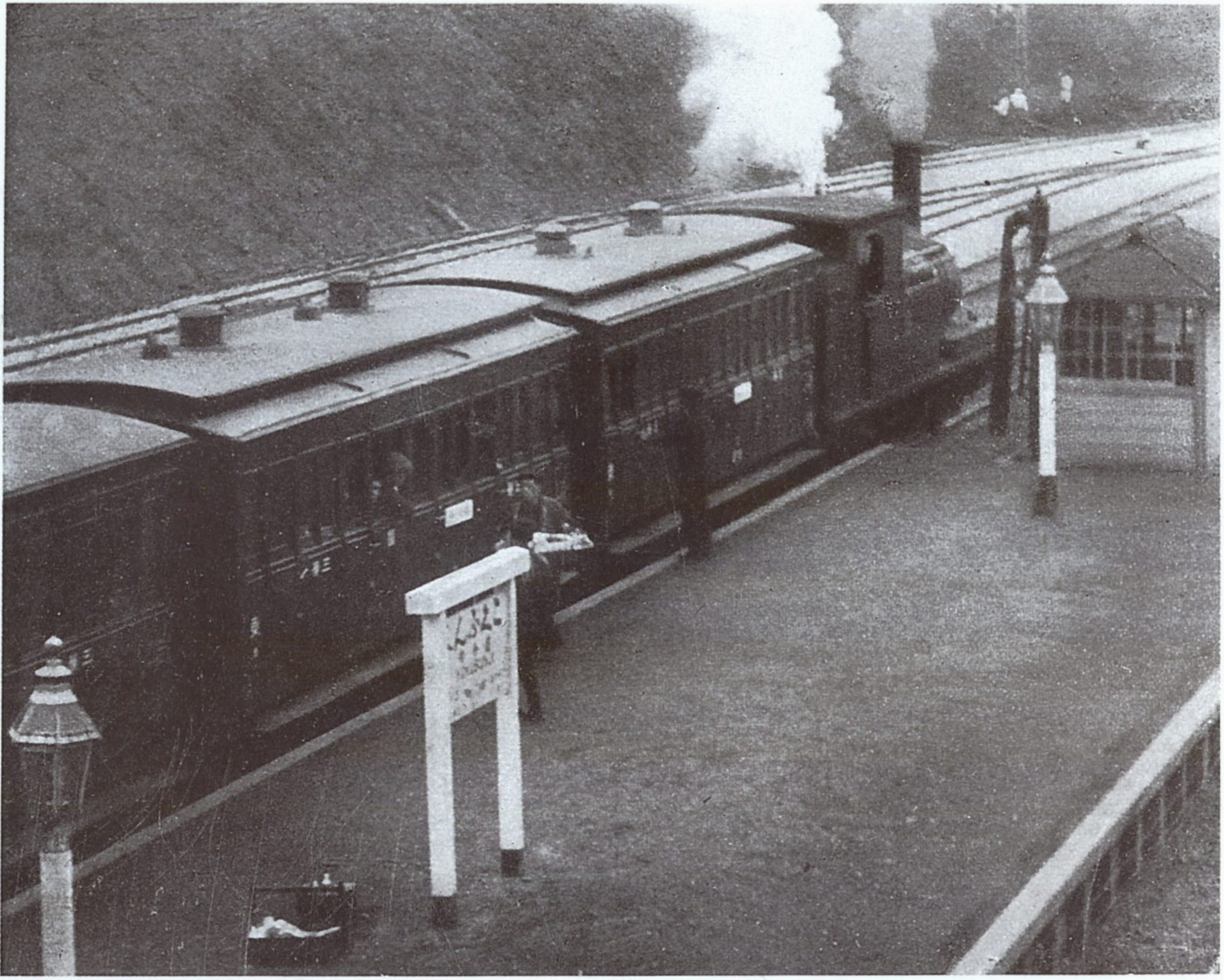
中央線列車（1915年4月）
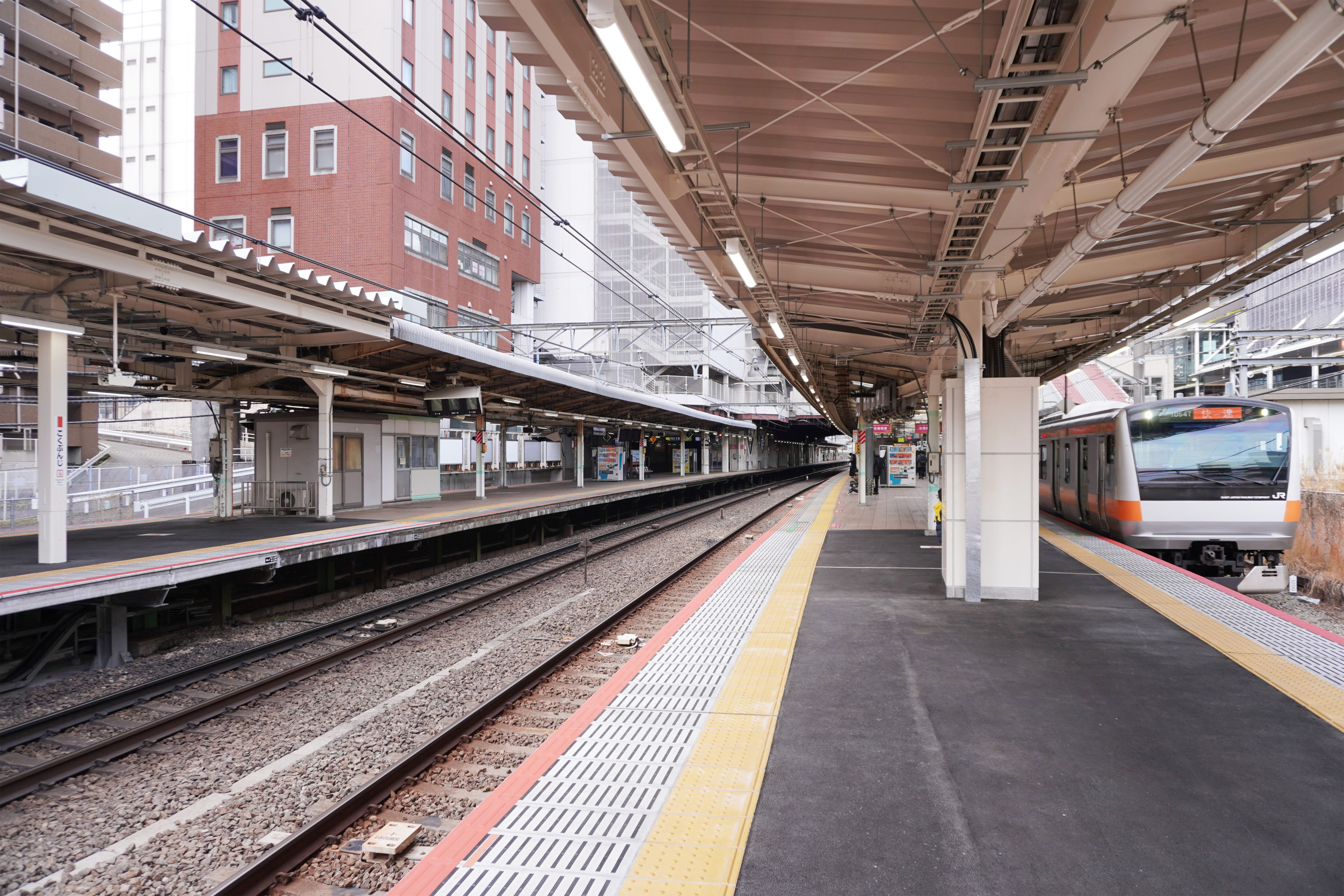
ホーム（2024年1月）

#### 発車メロディ
1995年9月頃までは日本電音、以降は五感工房制作の発車メロディを使用していたが、2017年3月4日に、国分寺市で半生を過ごした作曲家の信時潔の作品である「電車ごっこ」をアレンジしたものに変更している。これは信時の存在を地元の財産としてアピールするために駅周辺の商店街などが取り組んできた運動を受け、市がJR東日本八王子支社に要望したものである。1・2・4番線で使用しているバージョンはスイッチの制作で、編曲は福嶋尚哉が手掛けた。3番線では市が制作したバージョンを使用している。
| 1 | JC | 電車ごっこ verA |
| 2 | JC | 電車ごっこ verB |
| 3 | JC | 電車ごっこ verD |
| 4 | JC | 電車ごっこ verC |

#### バリアフリー設備
- 下りホーム - コンコース間：エレベーター・上りエスカレーター・下りエスカレーター
- 上りホーム - コンコース間：エレベーター・上りエスカレーター・下りエスカレーター

#### 下河原線
かつて、当駅は中央本線の支線である下河原線の始発駅でもあった。下河原線ホームは廃止時点で島式ホーム1面2線（旧4・5番線）で、国分寺線ホーム（旧1番線）や中央線ホーム（旧2・3番線）とは貨物ヤードを挟んでやや離れた場所にあった。また、北府中側には国鉄の教育施設だった中央鉄道学園への引き込み線が存在していた。ホーム有効長が短く、ラッシュ時は北府中方の1両をドアカットしていた。
1973年、武蔵野線の開業で当駅 - 北府中駅 - 東京競馬場前駅間が廃止、1976年に残りの北府中駅 - 下河原駅間の貨物線も廃止されたが、下河原線ホームはそのまま残されていた。しかし、1988年の駅改良工事時に構内は大きく改変されたため、現在では下河原線の痕跡を見つけることは困難である。

### 西武鉄道
国分寺線ののりばはJRのホームの北側に並行して、多摩湖線ののりばは一段高い改札階の脇（北西方向）にそれぞれ位置している。ともに単式ホーム1面1線を有する地上駅であるが、国分寺線ホームは島式ホームの片面を使用する形であり、将来的には1面2線化を見越した構造となっている。
改札口は2か所ある。1か所はJRと並んだ有人通路設置、もう1か所は向かい側のNewDays横にある自動改札機のみ設置で、国分寺線ホームのみ連絡する。
駅舎改築前の日本国有鉄道（国鉄）時代は国分寺線と中央本線の線路がつながっており、1976年（昭和51年）に武蔵野線新秋津駅 - 池袋線所沢駅間の連絡線が開業するまで貨物列車の受け渡しが行われていた。輸送品目はブリヂストン東京工場（小川駅付近）向けの原料のカーボンブラックを運んでいた旭カーボン私有のホキ6900形と所沢への日用品および航空自衛隊入間基地へのジェット部品などがあった。また、甲武鉄道・川越鉄道時代は飯田町駅からの直通列車も運転されていた。
多摩湖線は1990年（平成2年）の改良まで17 m級車両3両編成（もしくは20 m級車両2両編成）しか入線できなかったが、改良によるホーム移転で現在のホーム形態になった。かつては現在の北口付近にホームがあり、西武バス折返場付近から線路がカーブしており、ホーム先端すぐのところに踏切があったため同じ場所での延伸が困難であった。カーブの名残りは同線ホーム脇の建物や駅北口にある広告看板の地図に見られる。なお、同線を複線化して現在のホームの反対側まで線路を敷設する構想があったが、実現には至らず、その用地は西武バス専用道路（発着路線は下記バス路線の節を参照）に転用されている。現ホームは途中に道路のアンダーパスが設けられている。
駅改良工事完成時に西武線とJR線の間に乗り換え専用改札が設けられた。駅改良工事以前は西武線のホームの管理は国鉄→JRが行っていた。駅改良工事後に西武側にも駅務室が設けられ、以後ホームの管理は個別で行われることになった。
国分寺線ホーム・多摩湖線ホームともホームドアが設置されている。設置に伴い、多摩湖線ホームは3ドア車が入線できなくなり、国分寺線ホームは6両編成しか入線できなくなった。
駅番号は両路線で個別に与えられていて、国分寺線はSK01、多摩湖線はST01となる。

#### のりば
| ホーム | 路線     | 行先                                       |
| ------ | -------- | ------------------------------------------ |
| 5      | 国分寺線 | 小川・東村山・（所沢・本川越・西武園）方面 |
| 7      | 多摩湖線 | 萩山・多摩湖方面                           |

6番ホームは、かつてホーム移設前の多摩湖線のホームとして使用されていた。現在は国分寺線ホームの2線化の用地という形で欠番となっている。

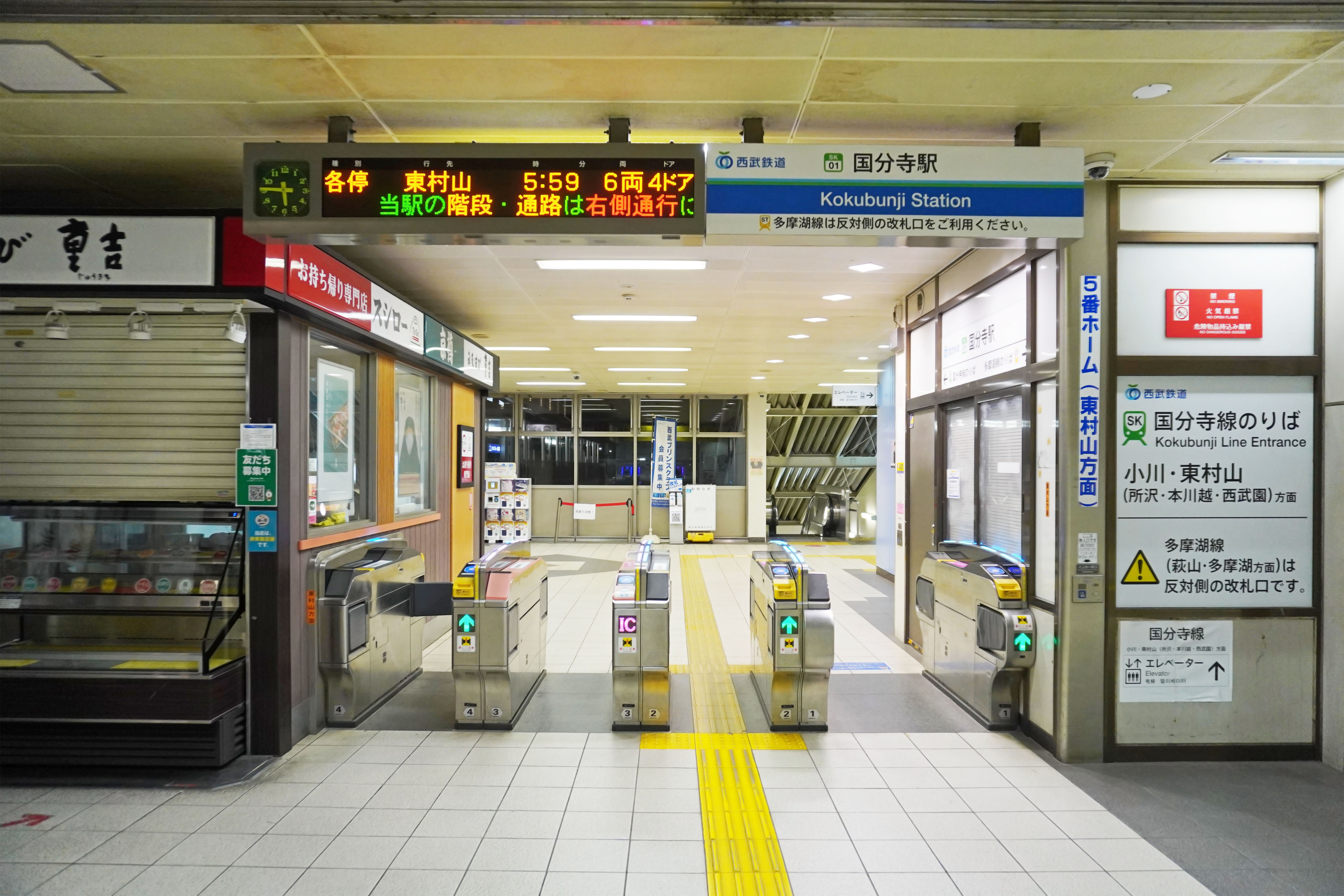
東側改札（2024年1月）
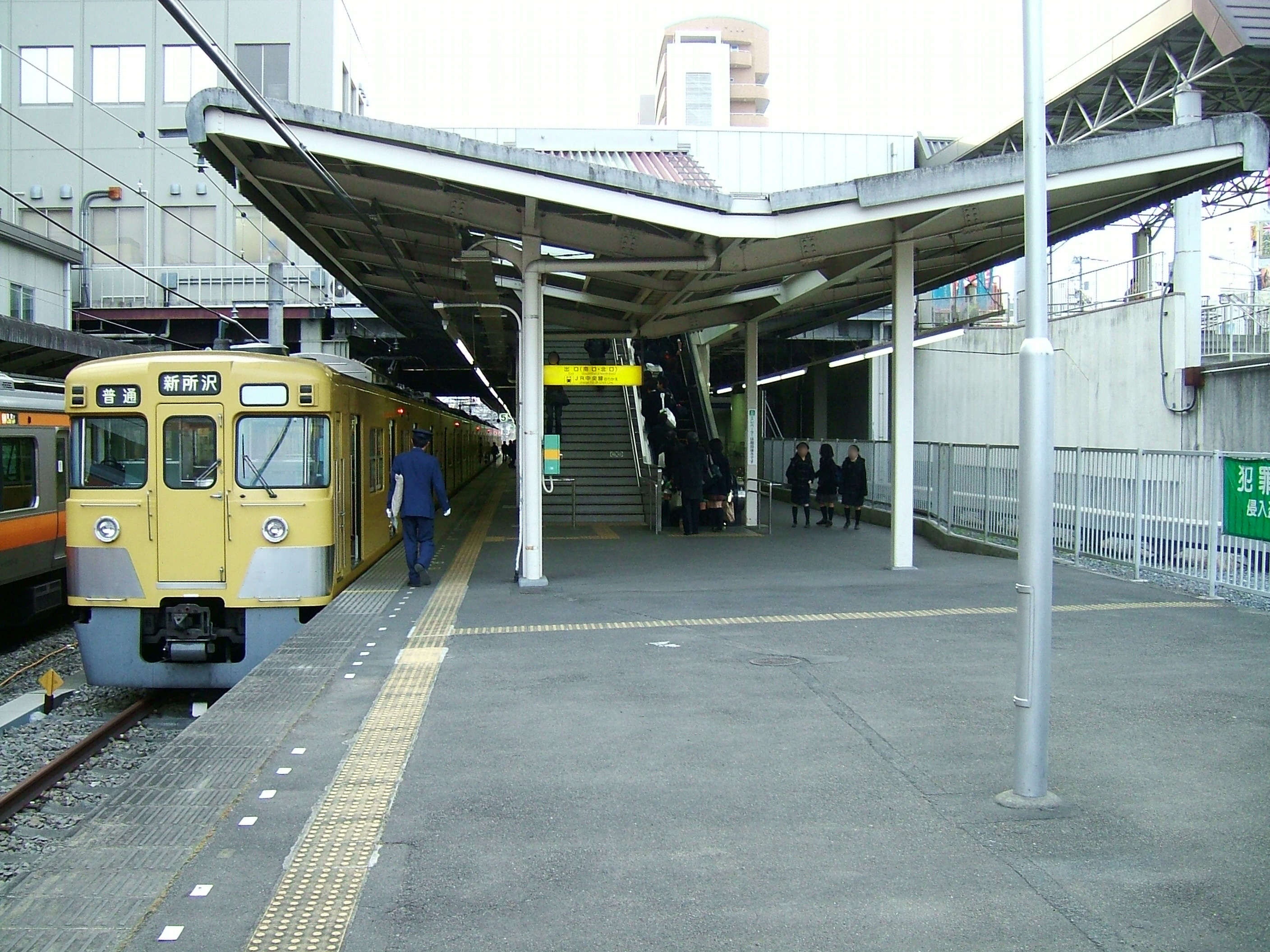
国分寺線ホーム（ホームドア設置前）（2008年3月）
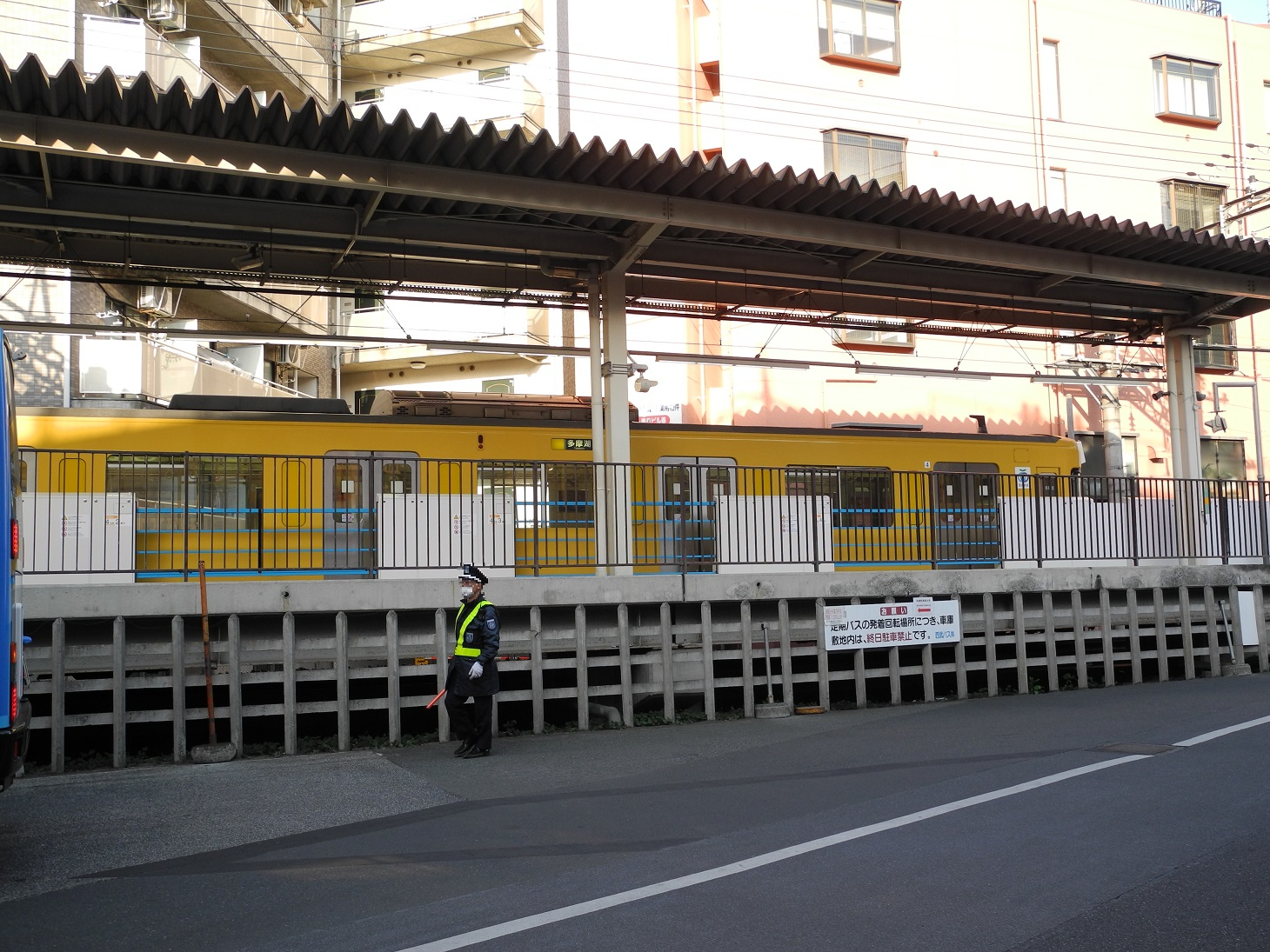
多摩湖線ホーム（ホームドア設置後）（2021年4月）

#### バリアフリー設備
- 国分寺線ホーム - コンコース：エレベーター・上りエスカレーター（車椅子などでの使用時には専用となり、下りも可能）
- 多摩湖線ホーム：コンコースとスロープで連絡している。

#### 0番ホーム
以前は多摩湖線のホームが0番線であった。駅開業当時に駅本屋が国分寺線側にあったため、それを1番線として南側の中央線方向に番号を割り振った。しかし、後に乗り入れた多摩湖線ホームが国分寺線の北側に設置されたことから「0番線」という措置が採られた。その後2線化の際に下河原線の追い番の6・7番線に改められ、さらにホーム延長で7番線のみとなり、駅改良後も引き継がれている。また、駅改良工事が行われる以前は多摩湖線ホーム入口に中間改札が設けられていた。

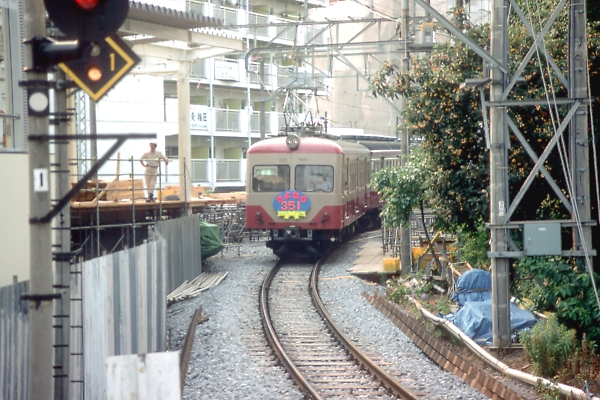
西武多摩湖線旧ホームから（向こう側に建設されているのは現行のホーム）（1990年）
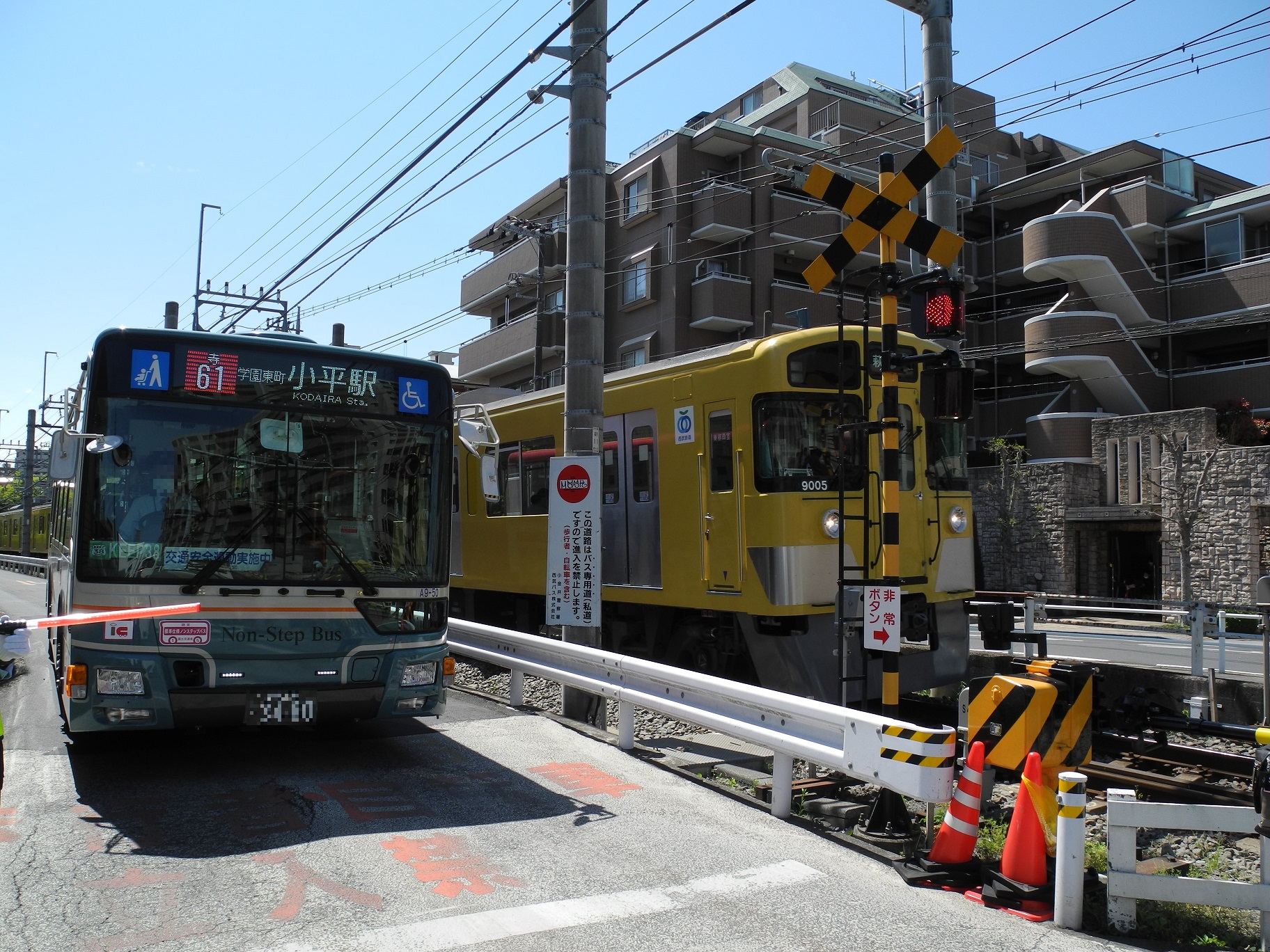
国分寺駅付近にある多摩湖線沿線の西武バス専用レーン （2021年4月）

## 利用状況
- JR東日本 - 2023年度（令和5年度）の1日平均乗車人員は98,991人である[JR 1]。
同社の駅の中では藤沢駅に次いで第31位。
- 西武鉄道 - 2024年度（令和6年度）の1日平均乗降人員は111,199人である[西武 1]。
同社の駅の中では池袋駅、高田馬場駅、西武新宿駅、小竹向原駅、練馬駅に次いで第6位である。西武有楽町線を含む池袋線系統及び新宿線系統以外の駅の中では最多の利用者数である。

### 年度別1日平均乗降人員
各年度の1日平均乗降人員は下表の通り。
| 年度               | 西武鉄道         | 西武鉄道 |
| 年度               | 1日平均 乗降人員 | 増加率   |
| ------------------ | ---------------- | -------- |
| 1998年（平成10年） | 119,356          |          |
| 1999年（平成11年） | 116,417          | −2.5%    |
| 2000年（平成12年） | 114,876          | −1.3%    |
| 2001年（平成13年） | 114,084          | −0.7%    |
| 2002年（平成14年） | 112,450          | −1.4%    |
| 2003年（平成15年） | 114,235          | 1.6%     |
| 2004年（平成16年） | 114,690          | 0.4%     |
| 2005年（平成17年） | 116,629          | 1.7%     |
| 2006年（平成18年） | 114,917          | −1.5%    |
| 2007年（平成19年） | 115,432          | 0.4%     |
| 2008年（平成20年） | 116,055          | 0.5%     |
| 2009年（平成21年） | 115,005          | −0.9%    |
| 2010年（平成22年） | 114,779          | −0.2%    |
| 2011年（平成23年） | 112,056          | −2.4%    |
| 2012年（平成24年） | 114,577          | 2.3%     |
| 2013年（平成25年） | 117,475          | 2.5%     |
| 2014年（平成26年） | 116,316          | −1.0%    |
| 2015年（平成27年） | 118,392          | 1.8%     |
| 2016年（平成28年） | 118,792          | 0.3%     |
| 2017年（平成29年） | 119,242          | 0.4%     |
| 2018年（平成30年） | 120,121          | 0.7%     |
| 2019年（令和元年） | 117,796          | −1.9%    |
| 2020年（令和02年） | 83,466           | −29.1%   |
| 2021年（令和03年） | 93,722           | 12.3%    |
| 2022年（令和04年） | 104,586          | 11.6%    |
| 2023年（令和05年） | 108,271          | 3.5%     |
| 2024年（令和06年） | 111,199          | 2.7%     |

### 年度別1日平均乗車人員（1880年代 - 1930年代）
各年度の1日平均乗車人員は下表の通り。
| 年度               | 甲武鉄道 / 国鉄 | 川越鉄道 / 西武鉄道 | 多摩湖鉄道 | 出典              |
| ------------------ | --------------- | ------------------- | ---------- | ----------------- |
| 1889年（明治22年） | [ 備考 1 ]      | 未開業              | 未開業     |                   |
| 1893年（明治26年） | 110             | 未開業              | 未開業     | [ 東京府統計 1 ]  |
| 1894年（明治27年） |                 | [ 備考 2 ]          | 未開業     |                   |
| 1895年（明治28年） | 109             |                     | 未開業     | [ 東京府統計 2 ]  |
| 1896年（明治29年） | 141             |                     | 未開業     | [ 東京府統計 3 ]  |
| 1897年（明治30年） | 169             |                     | 未開業     | [ 東京府統計 4 ]  |
| 1898年（明治31年） | 174             |                     | 未開業     | [ 東京府統計 5 ]  |
| 1899年（明治32年） | 204             | 55                  | 未開業     | [ 東京府統計 6 ]  |
| 1900年（明治33年） | 183             | 57                  | 未開業     | [ 東京府統計 7 ]  |
| 1901年（明治34年） | 182             | 49                  | 未開業     | [ 東京府統計 8 ]  |
| 1902年（明治35年） | 183             | 44                  | 未開業     | [ 東京府統計 9 ]  |
| 1903年（明治36年） | 186             | 46                  | 未開業     | [ 東京府統計 10 ] |
| 1904年（明治37年） | 184             | 41                  | 未開業     | [ 東京府統計 11 ] |
| 1905年（明治38年） | 217             | 48                  | 未開業     | [ 東京府統計 12 ] |
| 1907年（明治40年） | 293             | 57                  | 未開業     | [ 東京府統計 13 ] |
| 1908年（明治41年） | 329             | 57                  | 未開業     | [ 東京府統計 14 ] |
| 1909年（明治42年） | 330             | 56                  | 未開業     | [ 東京府統計 15 ] |
| 1911年（明治44年） | 324             | 64                  | 未開業     | [ 東京府統計 16 ] |
| 1912年（大正元年） | 365             | 62                  | 未開業     | [ 東京府統計 17 ] |
| 1913年（大正02年） | 334             | 69                  | 未開業     | [ 東京府統計 18 ] |
| 1914年（大正03年） | 244             | 64                  | 未開業     | [ 東京府統計 19 ] |
| 1915年（大正04年） | 221             | 52                  | 未開業     | [ 東京府統計 20 ] |
| 1916年（大正05年） | 219             | 67                  | 未開業     | [ 東京府統計 21 ] |
| 1919年（大正08年） | 447             | 92                  | 未開業     | [ 東京府統計 22 ] |
| 1920年（大正09年） | 539             | 285                 | 未開業     | [ 東京府統計 23 ] |
| 1922年（大正11年） | 484             | 595                 | 未開業     | [ 東京府統計 24 ] |
| 1923年（大正12年） | 781             | 587                 | 未開業     | [ 東京府統計 25 ] |
| 1924年（大正13年） | 789             | 377                 | 未開業     | [ 東京府統計 26 ] |
| 1925年（大正14年） | 1,157           | 220                 | 未開業     | [ 東京府統計 27 ] |
| 1926年（昭和元年） | 1,208           | 214                 | 未開業     | [ 東京府統計 28 ] |
| 1927年（昭和02年） | 1,095           | 168                 | 未開業     | [ 東京府統計 29 ] |
| 1928年（昭和03年） | 1,186           | 141                 | 77         | [ 東京府統計 30 ] |
| 1929年（昭和04年） | 1,310           | 195                 | 202        | [ 東京府統計 31 ] |
| 1930年（昭和05年） | 1,310           | 102                 | 427        | [ 東京府統計 32 ] |
| 1931年（昭和06年） | 1,438           | 80                  |            | [ 東京府統計 33 ] |
| 1932年（昭和07年） | 1,579           | 57                  |            | [ 東京府統計 34 ] |
| 1933年（昭和08年） | 1,916           | 134                 |            | [ 東京府統計 35 ] |
| 1934年（昭和09年） | 2,272           | 164                 | 619        | [ 東京府統計 36 ] |
| 1935年（昭和10年） | 2,482           | 254                 | 718        | [ 東京府統計 37 ] |

### 年度別1日平均乗車人員（1953年 - 2000年）
| 年度               | 国鉄 / JR東日本 | 西武鉄道 | 西武鉄道 | 出典              |
| 年度               | 国鉄 / JR東日本 | 国分寺線 | 多摩湖線 | 出典              |
| ------------------ | --------------- | -------- | -------- | ----------------- |
| 1953年（昭和28年） | 13,122          |          |          | [ 東京都統計 1 ]  |
| 1954年（昭和29年） | 16,664          |          |          | [ 東京都統計 2 ]  |
| 1955年（昭和30年） | 15,440          |          |          | [ 東京都統計 3 ]  |
| 1956年（昭和31年） | 19,220          | 5,135    | 6,646    | [ 東京都統計 4 ]  |
| 1957年（昭和32年） | 21,691          | 5,862    | 7,297    | [ 東京都統計 5 ]  |
| 1958年（昭和33年） | 25,039          | 6,625    | 7,954    | [ 東京都統計 6 ]  |
| 1959年（昭和34年） | 28,885          | 7,139    | 8,114    | [ 東京都統計 7 ]  |
| 1960年（昭和35年） | 33,881          | 7,944    | 8,574    | [ 東京都統計 8 ]  |
| 1961年（昭和36年） | 36,259          | 8,863    | 9,232    | [ 東京都統計 9 ]  |
| 1962年（昭和37年） | 40,180          | 10,305   | 9,993    | [ 東京都統計 10 ] |
| 1963年（昭和38年） | 44,274          | 12,557   | 10,929   | [ 東京都統計 11 ] |
| 1964年（昭和39年） | 46,932          | 14,609   | 11,859   | [ 東京都統計 12 ] |
| 1965年（昭和40年） | 49,234          | 16,595   | 12,876   | [ 東京都統計 13 ] |
| 1966年（昭和41年） | 52,979          | 17,727   | 13,096   | [ 東京都統計 14 ] |
| 1967年（昭和42年） | 53,616          | 19,285   | 13,511   | [ 東京都統計 15 ] |
| 1968年（昭和43年） | 55,745          | 19,348   | 13,313   | [ 東京都統計 16 ] |
| 1969年（昭和44年） | 53,897          | 19,337   | 13,595   | [ 東京都統計 17 ] |
| 1970年（昭和45年） | 56,430          | 20,534   | 13,978   | [ 東京都統計 18 ] |
| 1971年（昭和46年） | 79,104          | 21,937   | 14,251   | [ 東京都統計 19 ] |
| 1972年（昭和47年） | 83,216          | 23,044   | 14,759   | [ 東京都統計 20 ] |
| 1973年（昭和48年） | 82,682          | 22,948   | 14,838   | [ 東京都統計 21 ] |
| 1974年（昭和49年） | 83,252          | 23,625   | 15,395   | [ 東京都統計 22 ] |
| 1975年（昭和50年） | 79,066          | 23,795   | 14,956   | [ 東京都統計 23 ] |
| 1976年（昭和51年） | 79,485          | 23,548   | 16,351   | [ 東京都統計 24 ] |
| 1977年（昭和52年） | 78,222          | 23,918   | 16,036   | [ 東京都統計 25 ] |
| 1978年（昭和53年） | 78,233          | 24,975   | 15,953   | [ 東京都統計 26 ] |
| 1979年（昭和54年） | 76,699          | 25,377   | 14,913   | [ 東京都統計 27 ] |
| 1980年（昭和55年） | 74,745          | 25,463   | 14,688   | [ 東京都統計 28 ] |
| 1981年（昭和56年） | 73,438          | 25,068   | 14,027   | [ 東京都統計 29 ] |
| 1982年（昭和57年） | 74,444          | 25,466   | 14,027   | [ 東京都統計 30 ] |
| 1983年（昭和58年） | 75,301          | 25,997   | 14,413   | [ 東京都統計 31 ] |
| 1984年（昭和59年） | 81,668          | 26,350   | 14,436   | [ 東京都統計 32 ] |
| 1985年（昭和60年） | 77,367          | 26,214   | 14,671   | [ 東京都統計 33 ] |
| 1986年（昭和61年） | 78,748          | 26,751   | 15,121   | [ 東京都統計 34 ] |
| 1987年（昭和62年） | 72,918          | 27,268   | 15,208   | [ 東京都統計 35 ] |
| 1988年（昭和63年） | 73,403          | 28,792   | 16,033   | [ 東京都統計 36 ] |
| 1989年（平成元年） | 83,707          | 31,726   | 17,405   | [ 東京都統計 37 ] |
| 1990年（平成02年） | 88,701          | 33,622   | 18,400   | [ 東京都統計 38 ] |
| 1991年（平成03年） | 93,967          | 36,675   | 19,516   | [ 東京都統計 39 ] |
| 1992年（平成04年） | 96,153          | 36,542   | 19,562   | [ 東京都統計 40 ] |
| 1993年（平成05年） | 98,400          | 37,090   | 19,951   | [ 東京都統計 41 ] |
| 1994年（平成06年） | 103,649         | 40,195   | 21,762   | [ 東京都統計 42 ] |
| 1995年（平成07年） | 103,850         | 40,724   | 21,011   | [ 東京都統計 43 ] |
| 1996年（平成08年） | 104,449         | 41,066   | 20,471   | [ 東京都統計 44 ] |
| 1997年（平成09年） | 103,066         | 41,077   | 20,088   | [ 東京都統計 45 ] |
| 1998年（平成10年） | 101,948         | 40,164   | 19,529   | [ 東京都統計 46 ] |
| 1999年（平成11年） | 101,084         | 39,087   | 19,120   | [ 東京都統計 47 ] |
| 2000年（平成12年） | 100,815         | 38,441   | 19,068   | [ 東京都統計 48 ] |

### 年度別1日平均乗車人員（2001年以降）
| 年度               | JR東日本 | 西武鉄道 | 西武鉄道 | 出典              |
| 年度               | JR東日本 | 国分寺線 | 多摩湖線 | 出典              |
| ------------------ | -------- | -------- | -------- | ----------------- |
| 2001年（平成13年） | 102,316  | 38,241   | 18,811   | [ 東京都統計 49 ] |
| 2002年（平成14年） | 102,262  | 37,729   | 18,493   | [ 東京都統計 50 ] |
| 2003年（平成15年） | 103,226  | 37,932   | 18,713   | [ 東京都統計 51 ] |
| 2004年（平成16年） | 103,240  | 37,726   | 18,647   | [ 東京都統計 52 ] |
| 2005年（平成17年） | 103,862  | 37,627   | 18,904   | [ 東京都統計 53 ] |
| 2006年（平成18年） | 104,866  | 37,718   | 18,964   | [ 東京都統計 54 ] |
| 2007年（平成19年） | 107,910  | 38,251   | 19,413   | [ 東京都統計 55 ] |
| 2008年（平成20年） | 107,847  | 38,351   | 19,556   | [ 東京都統計 56 ] |
| 2009年（平成21年） | 106,315  | 38,049   | 19,323   | [ 東京都統計 57 ] |
| 2010年（平成22年） | 105,883  | 38,222   | 18,668   | [ 東京都統計 58 ] |
| 2011年（平成23年） | 104,731  | 37,544   | 18,219   | [ 東京都統計 59 ] |
| 2012年（平成24年） | 106,523  | 38,173   | 18,745   | [ 東京都統計 60 ] |
| 2013年（平成25年） | 108,819  | 38,849   | 19,447   | [ 東京都統計 61 ] |
| 2014年（平成26年） | 108,022  | 38,249   | 19,578   | [ 東京都統計 62 ] |
| 2015年（平成27年） | 111,325  | 38,756   | 20,260   | [ 東京都統計 63 ] |
| 2016年（平成28年） | 111,679  | 38,805   | 20,304   | [ 東京都統計 64 ] |
| 2017年（平成29年） | 112,800  | 38,770   | 20,564   | [ 東京都統計 65 ] |
| 2018年（平成30年） | 113,368  | 38,989   | 20,855   | [ 東京都統計 66 ] |
| 2019年（令和元年） | 112,090  | 38,063   | 20,705   | [ 東京都統計 67 ] |
| 2020年（令和02年） | 78,422   |          |          |                   |
| 2021年（令和03年） | 86,199   |          |          |                   |
| 2022年（令和04年） | 94,734   |          |          |                   |
| 2023年（令和05年） | 98,991   |          |          |                   |

備考
1. ↑  1889年4月11日開業。
2. ↑  1894年12月21日開業。
3. ↑  1928年4月6日開業。

## 駅周辺

### 北口
再開発が行われ、2018年4月に2棟の高層マンション併設の駅ビル・シティタワー国分寺 ザ・ツイン ウエスト/イーストが連結。低層階に三越伊勢丹プロパティデザインによる新業態の商業施設「ミーツ国分寺」が開業した。
再開発前は、自由通路から少し下がった所に小さい駅前広場があり路線バスとタクシー乗り場があった。周辺は昔ながらの商店街だった。
- 国分寺市役所 国分寺駅北口事務所
  - 国分寺市立本多図書館 駅前分館
- 国分寺市役所 市民課国分寺駅北口サービスコーナー
- 国分寺市 本多公民館
  - 国分寺市立本多図書館
- 国分寺市 本多武道館
- 国分寺市 民俗資料室
- 西友国分寺店
- オーケー 国分寺店
- オリンピックグループ 本社
- オリンピック 小金井店
- ピカソ 国分寺店
- 日立製作所中央研究所
- 東京学芸大学
- 早稲田実業学校
- サレジオ小学校・中学校
- 文化学園大学
- 国分寺本町郵便局
- 三菱UFJ銀行 国分寺支店
- 多摩信用金庫 国分寺支店
- 野村證券 国分寺支店

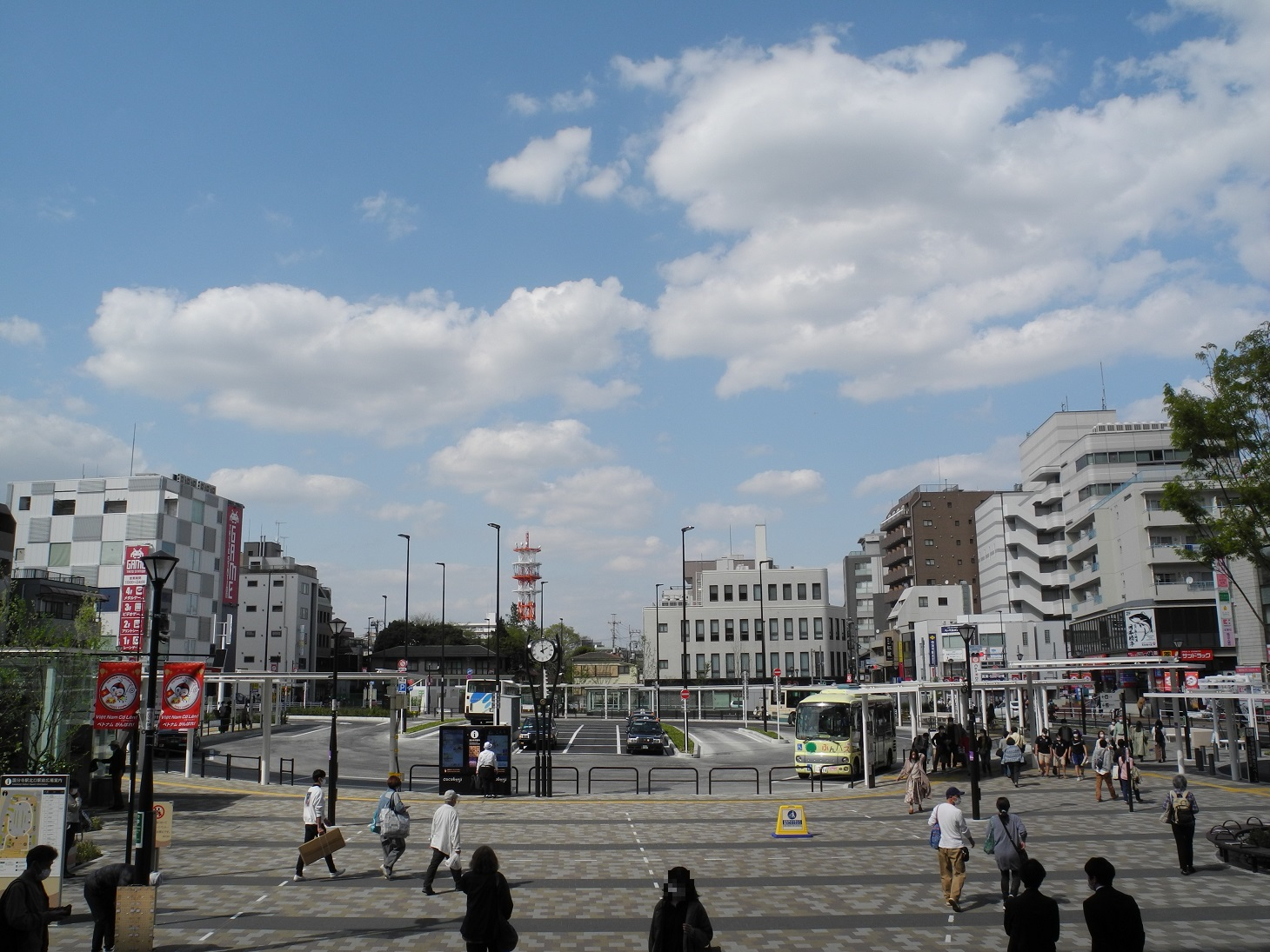
改装された北口ロータリー（2021年4月）
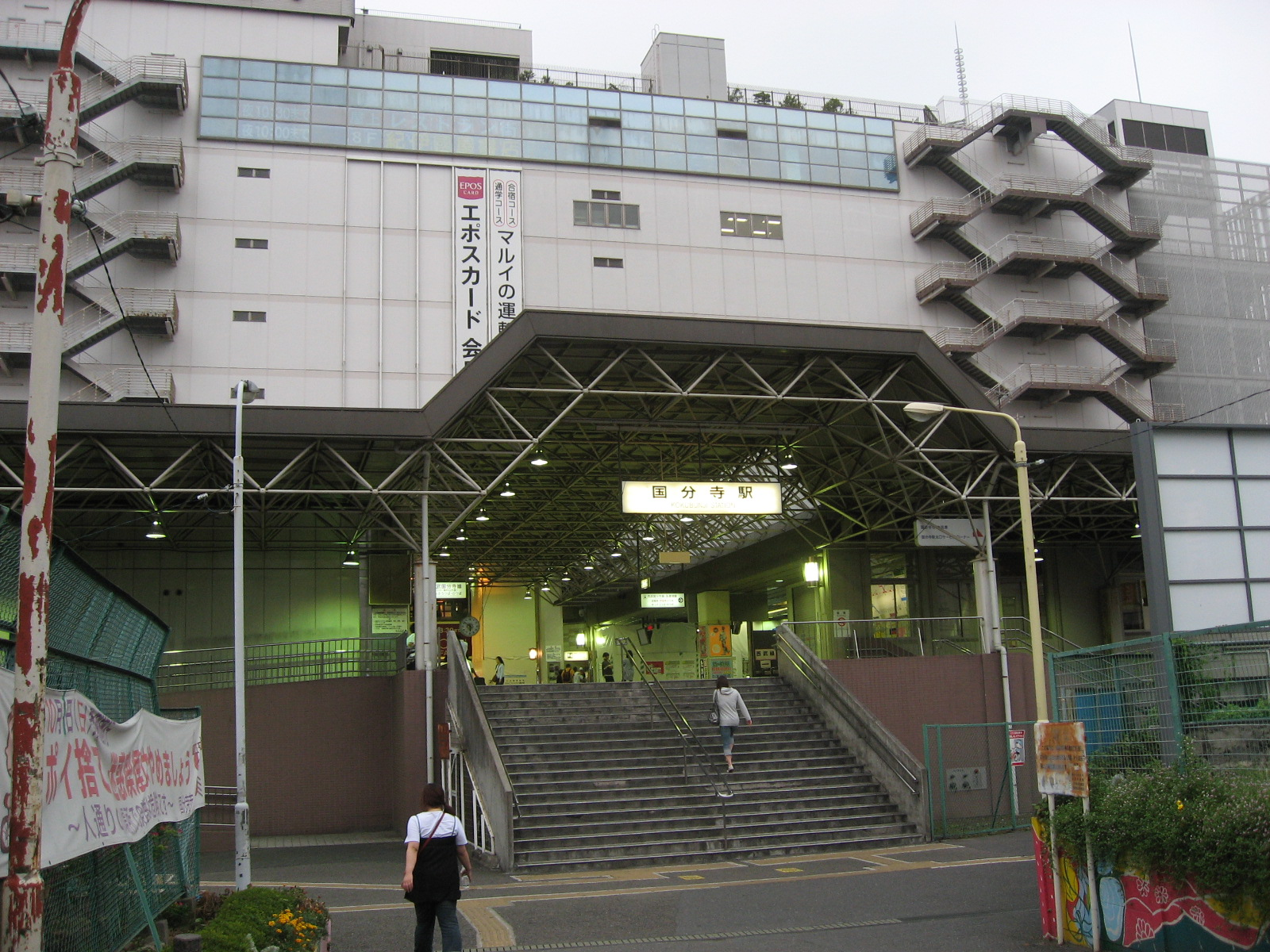
北口（改装前）（2008年8月）
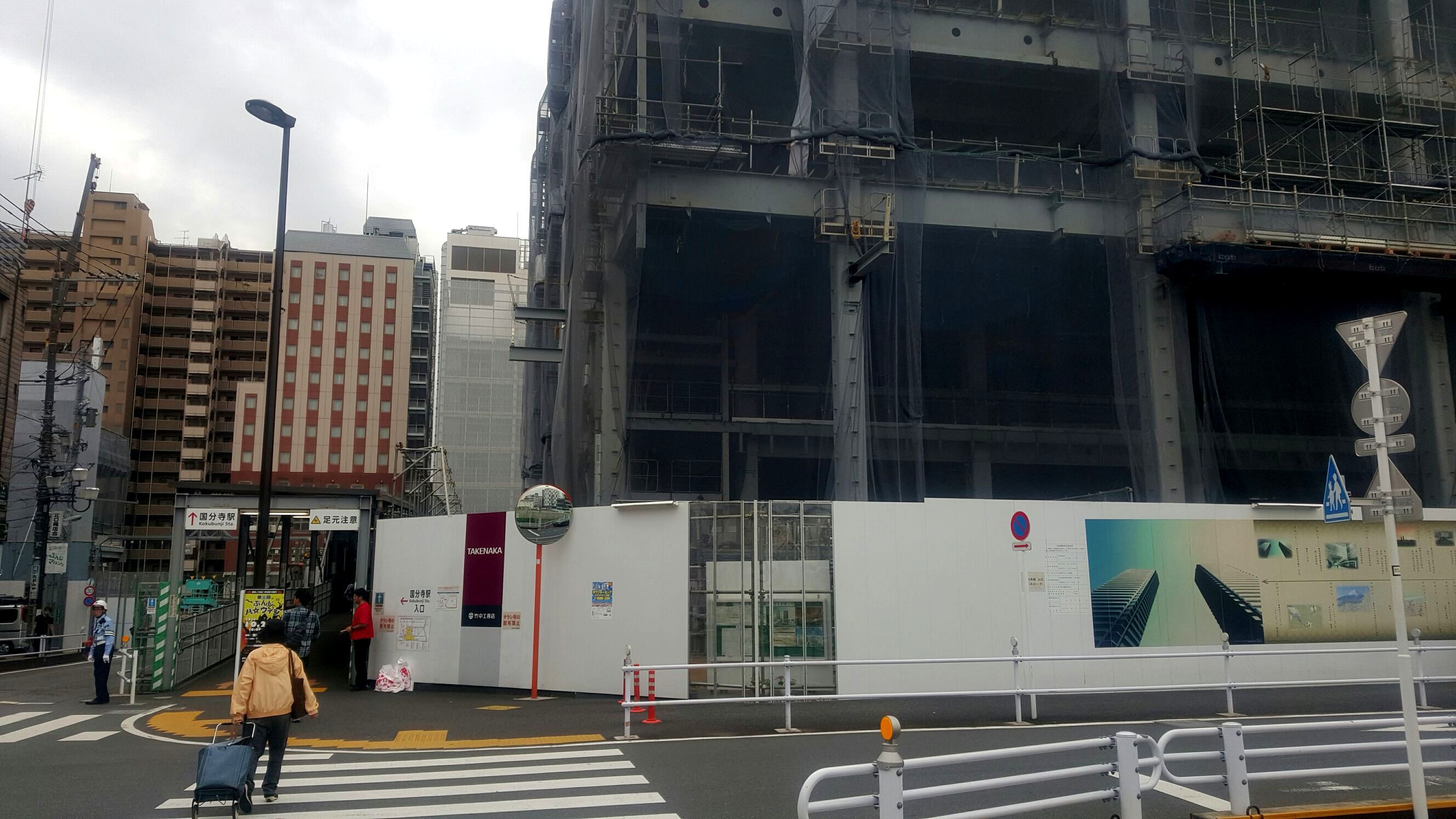
北口（改装工事中）（2016年11月）
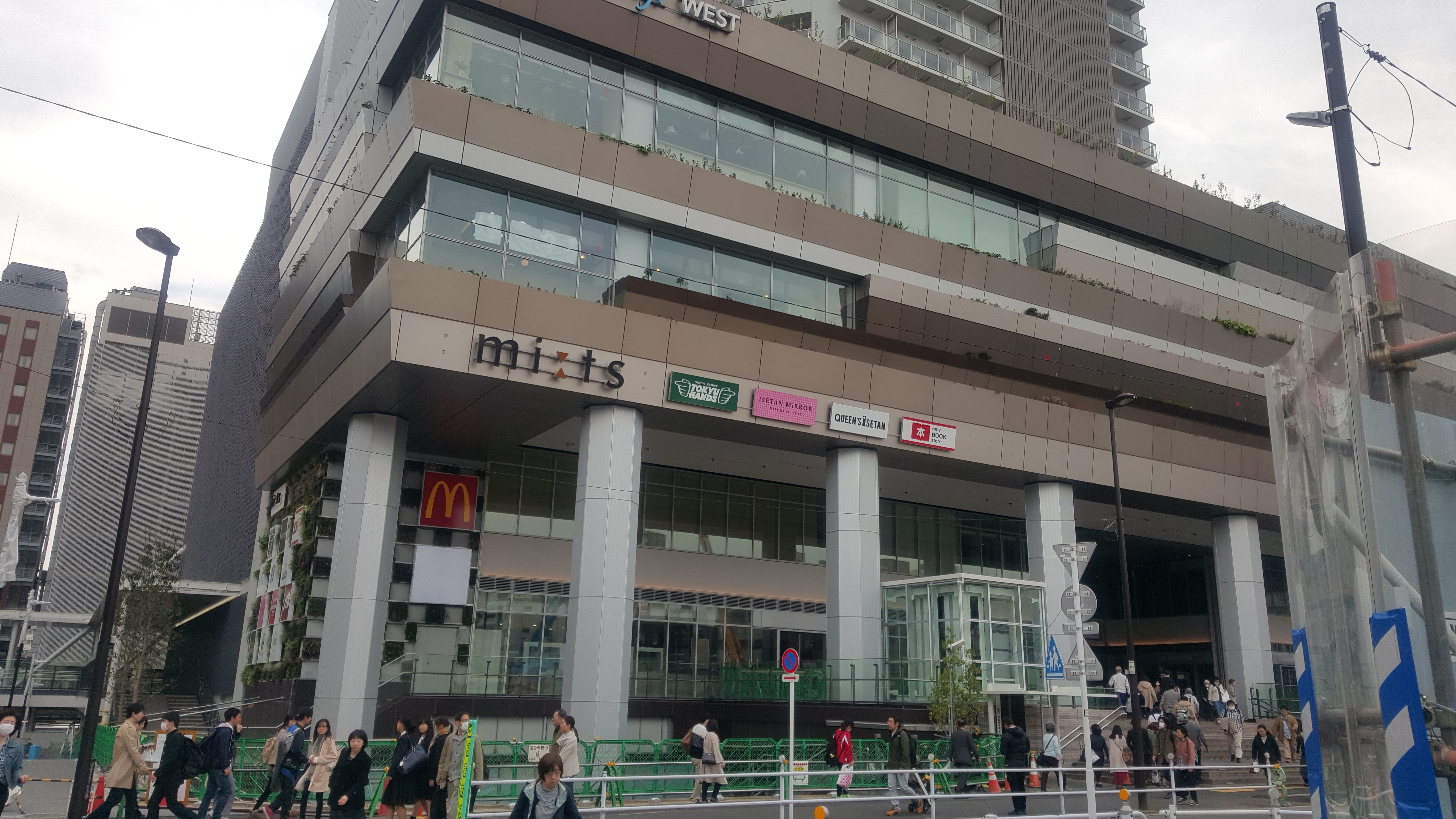
北口（改装工事中）（2018年3月）

### 南口
自由通路に面して駅ビル「セレオ国分寺（旧・国分寺エル）」の入口がある。
駅前広場は狭く、こちらも自由通路から少し下がっている。タクシー乗り場はあるがバス乗り場は左へ少し行った所と広場向い側になっている。
駅のすぐ周辺や多喜窪通り沿いは商店が目立つ。殿ヶ谷戸庭園や団地が隣接し、その先が国分寺崖線（多摩川のハケ（河岸段丘崖））となって一段下がっていることもあり、駅から少し離れると住宅地である。
- 武蔵国分寺跡（史跡）
- お鷹の道・真姿の池湧水群（名水百選）
- 殿ヶ谷戸庭園
- 国分寺市 本町・南町地域センター
- 東京都労働相談情報センター国分寺事務所
  - 東京しごとセンター多摩
- セレオ国分寺
  - 国分寺マルイ・ノジマ
- 国分寺南郵便局
- みずほ銀行 国分寺支店
- 三井住友銀行 国分寺支店
- 多摩信用金庫 国分寺南口支店
- JR東日本ホテルメッツ国分寺
- マルエツ 国分寺南口店
- 東京経済大学
- 東京農工大学
- 学校法人明星学苑
- 東京都道145号立川国分寺線（多喜窪通り）
- リオン本社

## バス路線

### 国分寺駅南口

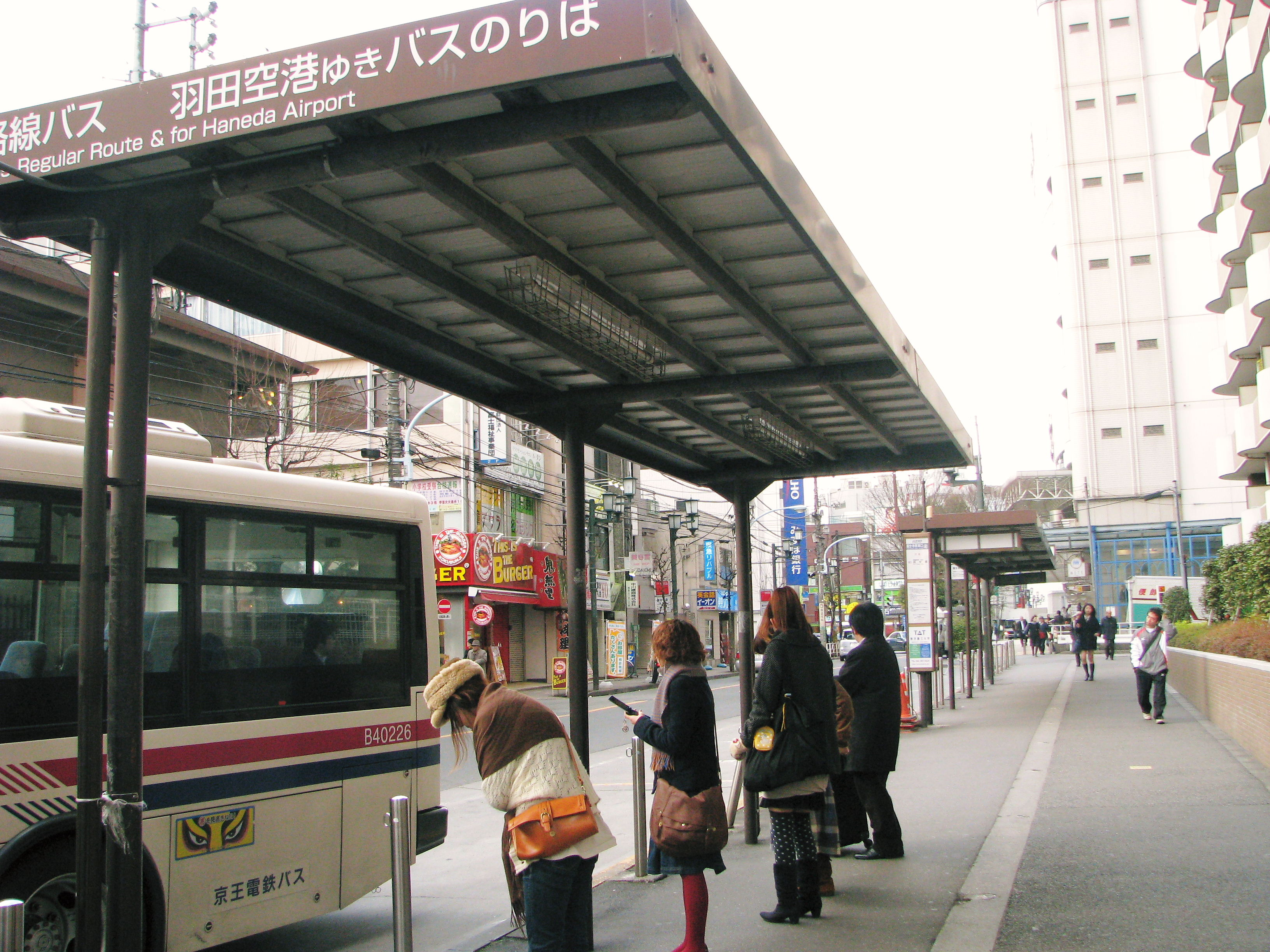
南口殿ヶ谷戸側のりば
（2009年1月）

駅前広場向かい側ののりば（南口3番）から西方面の路線・コミュニティバス「ぶんバス」と、駅南口を出て左（東側）へ約100 m、殿ヶ谷戸庭園向かいののりば（南口1・2番）から東・南方面の路線が発着する。
| のりば | 運行事業者                | 系統・行先                          | 備考                               |
| ------ | ------------------------- | ----------------------------------- | ---------------------------------- |
| 1      | 京王バス                  | - 寺85：小平団地 - 寺92：府中駅     |                                    |
| 2      | 京王バス                  | - 寺91：府中駅 - 急行：明星学苑     | 明星学苑行き急行便は平日朝のみ運行 |
| 2      | - 京王バス - 東京空港交通 | 空港リムジンバス：羽田空港          |                                    |
| 3      | 京王バス                  | 寺83：府中営業所 / 総合医療センター |                                    |
| 3      | ぶんバス                  | 東元町ルート：国分寺駅南口          |                                    |

その他、降車専用として、深夜急行バス 新宿駅発国立駅行のバスも停車する。

### 国分寺駅北口
2020年12月23日に北口交通広場が開放され、以前から乗り入れを行っていた立川バス・ぶんバスに加え、京王バス・銀河鉄道・西武バス（一部路線）が乗り入れを開始した。
| のりば | 運行事業者 | 系統・行先 | 備考               |
| ------ | ---------- | --- | ------------------ |
| 1      | 京王バス   | - 寺85：総合医療センター - 寺85・寺86：小平団地 | 「寺86」は北口始発 |
| 2      | ぶんバス   | 本多ルート：国分寺駅北口 |                    |
| 2      | 銀河鉄道   | 11：小平駅南口 |                    |
| 3      | 立川バス   | - 寺51：昭和病院・昭和病院前 - 寺52：回田本通入口 - 寺53：回田循環（朝回り） - 寺54：回田循環（夕回り） - 寺55：花小金井駅南口 - 寺56・寺57：大沼団地 |                    |
| 4      | 西武バス   | - 寺71：武蔵野美術大学 - 寺72：小平営業所 |                    |
| 5      | 京王バス   | 武42：武蔵小金井駅北口 |                    |

### 国分寺駅北入口

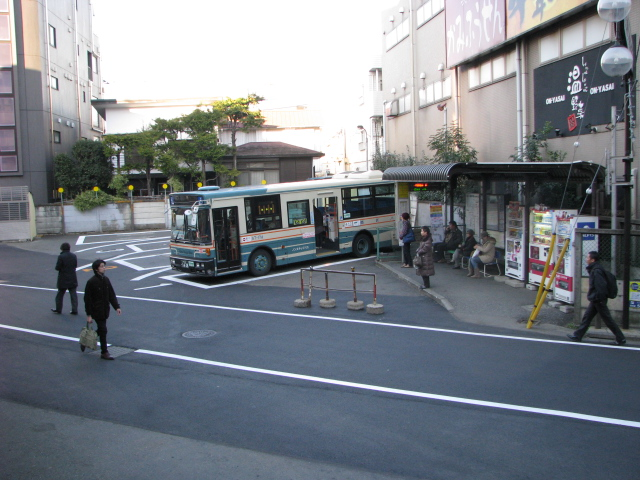
北入口バスのりば
（2009年1月）

西武バス小平営業所が運行する路線が発着する。西武多摩湖線ホーム脇に設けられた折り返し場から発車する。折り返し場を出ると同線に沿ったバス専用道路（同線複線化用地を転用）を走行する。かつては「国分寺車庫」停留所と称した。
2020年12月22日までは、寺71と小平営業所行もこちらからの発車であった。
- 寺61・寺62：小平駅南口
- 寺63：ルネサス武蔵
- 寺64：新小平駅循環

### 国分寺駅西
本町・南町地域センターの前にて、ぶんばすの以下の路線が発着する。
- 万葉・けやきルート：東恋ヶ窪三丁目 / 史跡武蔵国分寺跡

## 隣の駅
東日本旅客鉄道（JR東日本）
 中央線
■通勤特快（平日上りのみ）
新宿駅 (JC 05) ← 国分寺駅 (JC 16) ← 立川駅 (JC 19)
■特別快速「ホリデー快速おくたま」・■中央特快・■青梅特快・■通勤快速（平日下りのみ）
三鷹駅 (JC 12) - 国分寺駅 (JC 16) - 立川駅 (JC 19)
■快速（三鷹・武蔵小金井発着の「各駅停車」を含む）
武蔵小金井駅 (JC 15) - 国分寺駅 (JC 16) - 西国分寺駅 (JC 17)
西武鉄道
 国分寺線
■各駅停車
国分寺駅 (SK01) - （羽根沢信号場） - 恋ヶ窪駅 (SK02)
 多摩湖線
■各駅停車
国分寺駅 (ST01) - （本町信号場） - 一橋学園駅 (ST02)
※次駅は1954年10月まで東国分寺駅、1966年7月まで一橋大学駅

### かつて存在した路線
日本国有鉄道
中央本線支線（下河原線）
国分寺駅 - 北府中駅